# 대한민국 헌법 제73조
대한민국 헌법 제73조는 대한민국 헌법의 조항이다.

## 본문
대통령은 조약을 체결·비준하고, 외교사절을 신임·접수 또는 파견하며, 선전포고와 강화를 한다.

## 내용
대통령의 외교권

## 같이 보기
- 대한민국 헌법 제4장 제1절